# لميس ضيف
 لميس ضيف هي كاتبة وإعلامية بحرينية من مواليد 26 يونيو 1983. تكتب في الشأن السياسي والوطني إجمالا ولها مقالات اجتماعية وساخرة لاذعة. استكتبتها عدة صحف خليجية ولها عمود واسع الانتشار في صحيفة اليوم السعودية يومي الثلاثاء والجمعة. ونالت شهرة إقليمية واسعة بعد برنامجها «ملفات محظورة» الذي تطرقت فيه لقضايا عميقة مثل الفقر والطبقية والسادية والدعارة في الخليج والفساد وسوء توزيع الثروة وقضايا اجتماعية أخرى كواقع الخليجيات المتزوجات من أجانب واستعباد العمالة الوافدة وغيرها من المواضيع الشيقة وقد نال البرنامج نجاحاً واسعاً ولكنها تعرضت لانتقادات بسبب أسلوبها الأرستقراطي في الملبس والحديث الذي لا ينسجم مع انحيازها وطرحها الدائم لقضايا المواطن المطحون.
لطالما أثارت مقالاتها الجدل في الشارع البحريني ولها شعبية واسعة في أوساط الشباب والمثقفين والعامة. لوحقت قانونياً بسبب بعض مواقفها من القضاة المفسدين ولكن القضايا علقت بسبب ضغوط مؤسسات المجتمع المدني والبيانات الدولية المتلاحقة التي صدرت من منظمات دولية عدة. ناشطة في حقوق الإنسان وفازت بعضوية مجلس إدارة جمعية الصحفيين لثلاث دورات متلاحقة ولكنها قدمت استقالاتها بعدها احتجاجاً على بعض بيانات الجمعية المسيسة. تتعرض بين الحين والآخر لحملات هجوم شرسة بسبب مواقفها وتحديها للمتنفذين والمفسدين وهو ما زاد من شعبيتها ومصداقيتها.
منذ إندلاع الثورة في البحرين في عام 2011 ركزت لميس ضيف جهودها في إيصال صوت شعب البحرين للعالم. لقد سخرت مواقع التواصل الاجتماعي بما فيها فيسبوك وتويتر للتحدث بلسان الشعب. لقد اختيرت من قبل المحطة التليفزيونية سي إن إن كواحدة من ضمن ثمان نساء إعتبرتهن القناة عناصر تغيير في مجتمعاتهن. وبسبب وقوفها وتأييدها للثورة البحرينية طالها التهديد من جهاة عدة. منظمة فريدوم هاوس خاطبت الحكومة البحرينية لكي تحميها. كما وكانت من ضمن الصحفيين الذين تعرضوا إلى التهديد في 2011 وفقاً للتقرير الأول الصادر عن رابطة الصحافة البحرينية.
وبسبب تمثيلها للبحرين في المراجعة الدورية لمجلس حقوق الإنسان في الأمم المتحدة في مايو 2012 تلقت لميس ضيف وباقي ممثلي البحرين التهديدات. وقد أعرب رئيس مجلس حقوق الإنسان في الأمم المتحدة لورا دوبوي لاسير عن قلقها بشأن «الحملة الإعلامية والتي تجرى في [البحرين]، لتهديد ممثلي المجتمع المدني الذين جاءوا إلى جنيف للمشاركة في هذه الدورة.» وأكدت أن الحكومات ملزمة لحماية حقوق شعبهم ودعت الحكومة البحرينية إلى الالتزام بهذا البند.
قدمت لميس ضيف العديد من التقارير المكتوبة والمصورة عن الوضع في البحرين. وقامت بإعداد وتقديم وإخراج برنامج «محطات» على قناة اللؤلؤة الفضائية واستطاعت تصوير ما جرى في بلدها بطريقة ساخرة.
بالإضافة إلى دورها في وسائل الإعلام، عملت لميس ضيف أيضا بالتعاون مع الشخصيات الوطنية والدولية بشأن القضايا الإنسانية من أجل الشعب البحريني. هي الآن رئيس منظمة «المدافعين عن الأمل»، وهي منظمة تتخذ من جنيف مقرا لها وتدعم حرية التعبير والتحول الديمقراطي في العالم العربي. كما عملت أيضا على حملات خيرية لمساعدة الأسر المحتاجة والطلاب الذين لم يحصلوا على منح دراسية بسبب انتمائهم إلى طائفة معينة. كما كانت الراعي لحملات أخرى أيضا استهدفت فيها المعتقلين وأسر الشهداء. وهي معروفة في بلادها إاحتضان ومساعدة المحتاجين.
بعد بضعة أشهر من بداية الثورة، انتقلت ضيف للعيش خارج البلاد. حاليا تعيش في لندن حيث حصلت على اللجوء السياسي. على الرغم من أنها تعيش في المنفى، لا تزال ضيف تستخدم وسائل التواصل الاجتماعي (تويتر والفيسبوك وإنستجرام) بالإضافة إلى موقع يوتيوب لتقديم تقارير عن ما يجري في بلدها.
وهي لا تزال تمثل بلادها في المؤتمرات والمحافل الدولية.
فازت بعدة جوائز عالمية كجائزة Tully لحرية الكلمة في نيويورك عام 2012. حصلت لميس ضيف على عدة جوائز ومنها: جائزة أفضل تحقيق صحفي في مهرجان الأيام الدولي سنة 2004، وجائزة التميز الصحفي لعام 2008 من قبل مؤتمر المرأة الإقليمي الثاني، كما كرّمها الاتحاد النسائي في يوم المرأة العالمي كأفضل كاتبة بحرينية لعام 2009.

## المؤهلات العلمية
- خريجة إعلام وعلوم سياسية من جامعة الكويت.
- دبلوم دراسات عليا في علوم الشرعية من جامعة القديس يوسف.
- وكذلك على شهادة الماجستير في التشريعات الإعلامية.

## الخبرة
- صحفية في مجلة صدى الأسبوع البحرينية من مارس 1992 إلى فبراير 1994.
- محررة في دار الرأي العام الكويتية من أكتوبر 1994 إلى يونيو 1995.
- صحفية متعاونة في جريدة القبس الكويتية من أكتوبر 1995 إلى يونيو 1998.
- محررة ومعدة في جريدة آفاق من فبراير 1998 إلى يوليو 1998.
- أستاذ غير متفرغ بقسم الإعلام والعلاقات العامة بجامعة البحرين من سبتمبر 1999 إلى أكتوبر 2001.
- صحفية في جريدة أخبار الخليج البحرينية من ديسمبر 98 إلى أكتوبر 2000.
- معدة صفحة الملتقى اليومية ورئيسة قسم التحقيقات بصحيفة الأيام البحرينية من مايو 2001 - 2005.
- أستاذ غير متفرغ بجامعة المملكة من نوفمبر 2006- ديسمبر 2007
- كاتبة عمود «على الوتر» في صحيفة الأيام من 2002- مايو 2008 .
- كاتبة عمود متفرغة في صحيفة الوقت من من مايو 2008- 2010.
- كاتبة عمود أسبوعي في صحيفة الرأي الكويتية 2009- إلى الآن.
- كاتبة عمود أسبوعي في صحيفة اليوم السعودية 2009- إلى الآن.
- معدة ومقدمة برنامج «ملفات محظورة» على قناة الراي الكويتية والمشرف العام على البرنامج.[11]